# No Need to Argue
No Need to Argue  (укр. Не треба сперечатися) — музичний альбом гурту The Cranberries. Виданий 4 жовтня 1994 року лейблом Island. Цей альбом є найуспішнішою платівкою гурту. Саме на цьому альбомі є пісня Zombie, яка є найбільшим хітом The Cranberries. No Need to Argue є похмурішою платівкою у порівнянні з Everybody Else Is Doing It, So Why Can't We? адже саме на ній поднімаються такі питання, як війна, смерть, розчарування, кохання.
Загальні продажі альбому склали 17 мільйонів копій по всьому світі. Загальна тривалість композицій становить 50:30. Альбом відносять до напрямку альтернативний рок/рок-н-рол.

## Список пісень
1. Ode to My Family (4:31)
2. I Can't Be With You (3:07)
3. Twenty One (3:07)
4. Zombie (5:06)
5. Empty (3:26)
6. Everything I Said (3:52)
7. The Icicle Melts (2:54)
8. Disappointment (4:14)
9. Ridiculous Thoughts (4:31)
10. Dreaming My Dreams (3:37)
11. Yeats's Grave (2:59)
12. Daffodil Lament (6:14)
13. No Need to Argue (2:57)